# Bombardement de Durango
Guerre d'Espagne
On connait comme bombardement de Durango l'action de guerre menée le 31 mars 1937 dans l'offensive du front nord qu'ont effectué les troupes appelées « nationales » au printemps de cette année dans la guerre civile espagnole. La ville biscaïenne de Durango au Pays basque (Espagne), a été bombardée et mitraillée par l'aviation fasciste sous les ordres du général Emilio Mola.
Cette action de guerre a été une des pionnières dans l'utilisation de l'aviation pour le bombardement de noyaux urbains civils. Peu après, le 26 avril, une action semblable s'est produite dans la ville de Guernica qui a inspiré à Pablo Picasso son célèbre tableau Guernica, et plus tard sur celui du marché d'Alicante ou de Madrid.
L'action a été menée par des composants de l'escadrille 214 du groupe 24 de bombardement composée de bombardiers Savoia 21 et chasseurs du type CR-32. Il a été réalisé en deux passages et a commencé à 8 h 45 du matin. 294 personnes y perdront la vie.

## Antécédents
Après l'échec du coup d'état du 18 juillet 1936 contre le gouvernement de la Seconde République espagnole a commencé une guerre civile qui durera trois années. Dans le nord de la péninsule Ibérique les provinces de Navarre et d'Alava sont restées sous l'influence des insurgés tandis que les maritimes (provinces), dont le Guipuscoa et la Biscaye sont restés fidèles au gouvernement républicain.
Les troupes insurgées, dans lesquelles on encadrait des détachements de requetés navarrais, sous les ordres du général Mola avancent sur le Guipuscoa par la vallée de la Bidassoa isolant ainsi la frontière française du territoire fidèle au gouvernement républicain. En septembre 1936 pratiquement tout le territoire guipuscoan reste sous l'autorité des insurgés. Le front se maintient dans la vallée de la rivière Deba aux portes de la ville industrielle d'Eibar.
En septembre 1936 les troupes fascistes avaient pris la presque totalité de la province du Guipuscoa. La ligne de front s'arrête juste entre la frontière entre le Guipuscoa et la Biscaye. Sur la côte la localité biscaïenne d'Ondarroa est prise par les rebelles tandis qu'à ses alentours s'organise la résistance, Berriatua est républicaine et la ligne de front s'étend par le col Kalamendi, Kalamua et d'Akondia, laissant Eibar dans le fond de la vallée de l'Ego défendue par la république qui, ici, est née cinq ans auparavant. Le front suit vers Elgeta et s'étend, comme marqué, par le Camino de los Toldos (Chemin des Bâches) qui relie la ville d'Elgeta avec le col de Kanpazar sur les hauteurs de Bergara et l'Udalatx à Arrasate, les deux populations aux mains des fascistes. De l'autre côté des sommets Intxortas se cache Elorrio où le commandement républicain a un quartier général pour la défense de cette partie de la ligne de feu. De l'inexpugnable Udalaitz, par les altos (cols de) Memaia et de Besaide, elle suit vers ceux de Zabalandi, d'Urkiola et le Saibi.
La défense chargeait différentes organisations politiques et d'ouvriers, dans les Intxortas se trouvaient les gudaris des bataillons du PNB (Batallón Sabino Arana avec les compagnies de l'Euzko Gudarostea, Arratia et Padura) à leur côté, les Hermanos Proletarios qui défendaient le col de Kanpazar et relevait la CNT qui avait le bataillon Isaac Puente et Malatesta situés dans l'Udalaitz et la compagnie Zabalbide de la Gauche républicaine. Sur la côte se trouvaient les miliciens communistes et socialistes de PCE et de l'UGT.

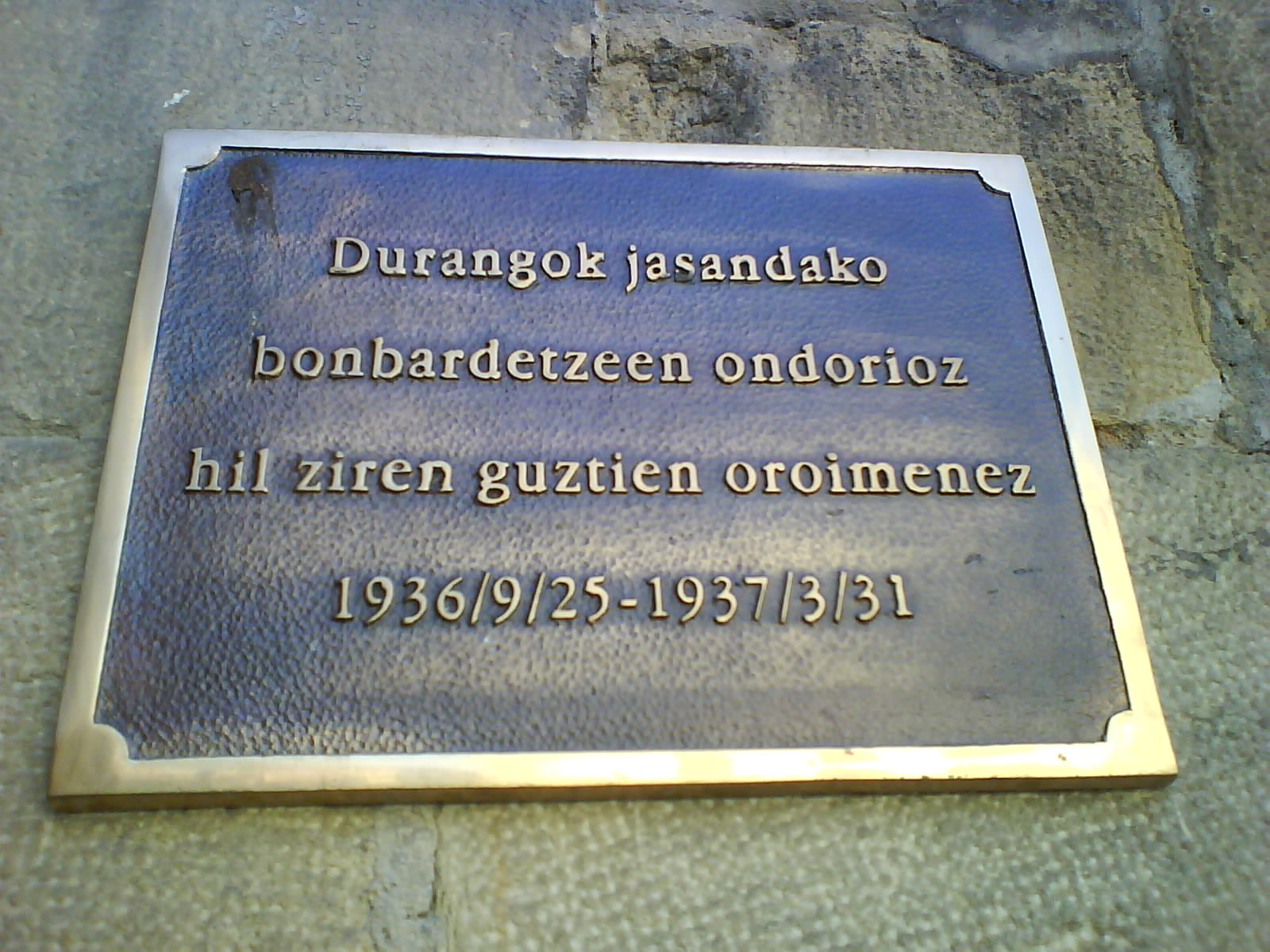
Plaque en hommage aux victimes du bombardement.

Au printemps 1937 et face à l'impossibilité de la prise de Madrid, le haut commandement des insurgés décide d'activer le front Nord pour finir la prise de ce qui reste de la corniche cantabrique. Le général Emilio Mola fait des déclarations dans lesquelles il affirme qu'il rasera la Biscaye. Fin mars commencent les combats et en avril les insurgés avancent sur les terres biscaïennes en marche vers Bilbao, place importante, dans laquelle ils entrent le 19 juin.
Le bombardement de Durango, et plus tard celui de Gernika, se produit dans ce contexte.
l'incident d'Otxandio se produit au début de la lutte à la suite d'une attaque aérienne sur la population. On a aussi réalisé quelques attaques sur Irun et Saint-Sébastien mais rien à côté de ceux de Durango et Gernika.
Le 25 avril 1936 quelques avions de provenant de Vitoria-Gasteiz ont réalisé une incursion en Biscaye laissant tomber quelques bombes sur la ville. En guise de représailles on a exécuté quelques partisans prisonniers pris en armes et emprisonnés dans cette dernière.

## Durango en 1936
La ville de Durango comptait, en 1936, une population de 8 797 habitants. C'était, politiquement, une population traditionaliste comme le reflète la composition de sa mairie à cette date. Sur 13 élus composant le conseil municipal durangais, 8 étaient carlistes, 3 du Parti Nationaliste Basque et 2 du Front populaire, le maire était le carliste Adolfo Uribasterra.

## Le bombardement
Les avions, appartenant à l'escadron 214 du groupe 24 de lourds bombardiers Savoia 21 de l'aviation fasciste italienne, laissent tomber sur la population 80 bombes de 50 kg chacune. Tant l'église de Santa María (Sainte Marie) que le collège de Jésuites sont détruits tout comme le proche couvent de Santa Susana (Sainte Suzanne). Après les bombes les avions de chasse effectuent des mitraillages sur la population.
Le 31 mars 1937 à 7 h 00, 9 avions appartenant aux 213 et 214 escadrilles du groupe 24 de bombardiers lourds Savoia 21 (S-81) de l'aviation fasciste italienne quittent l'aérodrome de Soria. À 8 h 00, 18 avions de chasse Fiat CR.32 partent de l'aérodrome de Logroño pour rejoindre les bombardiers dans le ciel riojan (gentilé de La Rioja) se dirigeant en formation vers la vallée biscaïenne de l'Ibaizabal.
Les cinq appareils de l'escadrille 213 commandés par Vittorio Cannaviello prennent la direction de la ville d'Elorrio tandis que les quatre autres appareils de la 214 commandés par Gildo Simiri se dirigent vers Durango.
À 8h 30 du matin apparaissent à l'horizon de la ville biscaïenne cinq bombardiers et neuf avions de chasse. Ils apparaissent du côté d'Abadiano et sont vus par le poste de vigie et l'alerte est donnée en faisant sonner le clocher de l'église Santa Ana (Sainte Anne). Les incursions de l'aviation des insurgés étaient habituelles et normalement avaient pour but l'inspection du front et de l'arrière-garde ainsi que la distribution de tracts de guerre. Pour cette raison la population ne prête pas trop d'attention aux cloches qui les alertent du danger d'attaque aérienne. Ce sera l'insistance des sonnailles qui fera que beaucoup de durangais (gentilé de Durango) chercheront un refuge.
L'attaque commence sur le quartier de Kurutzeaga. Les bâtiments numérotés du 34 au 40 sont totalement détruits. La croix de Kurutzeaga est endommagée et l'église du collège San José des Jésuites est elle aussi bombardée où Rafaël Villalabeitia célébrait une messe. Il y a plus de cinquante blessés, majoritairement des civils.
Dans l'église paroissiale de Santa María le curé Carlos Morilla tenait aussi l'eucharistie tandis que dans le grand porche extérieur se déroulait le marché. Ici meurent de nombreux civils avec leur curé. Le couvent de Santa Susana est aussi affectée, les bombes tuant onze religieuses. Après le bombardement les avions chasse effectuent des mitraillages sur la population.
Les bombardiers volaient à une altitude de 1 500 mètres et les avions de chasses à 400 mètres. On a réalisé des photographies panoramiques et planimétriques du résultat de l'action. À 11h 00 sont apparus à nouveau des avions sur Durango mais n'ont pas attaqué.
À 17 h 45 de ce même jour, alors même que les aides et les secours du matin sont en plein travail, huit bombardiers et quinze avions de chasse apparaissent effectuant une attaque sur la diagonale qui se forme entre le cimetière, où l'on identifiait les cadavres, et la rue Zeharkalea, centre du noyau urbain jusqu'aux installations ferroviaires. Les bombardiers lancent 22 bombes de 100 kg et 54 bombes de 50 kg tandis que les chasseurs effectuaient des mitraillages sur les civils. Durango, n'ayant pas été sur le front de combat, manquait de défense antiaérienne.
Les 2 et 4 avril on bombarde de nouveau Durango. Le 2 en présence d'une commission internationale, composée d'anglais et de français, étudient les dommages causés le 31 mars.
On estime qu'on a lancé à Durango 281 bombes et un total de 14 840 kg d'explosifs. 336 ont été tués, 305 édifices détruits dont 71 d'entre eux totalement détruits.
Le 21 avril les troupes fascistes montent par Aramaio et Otxandio prenant le Tellamendi en cassant le front à la hauteur de Zabalandi. Elgeta était tombé le jour précédent. Eibar est pris le 26 avril.
Le 27 avril des combats se déroulent aux portes de Durango, du côté est. Les attaques sont formées par des bataillons de requetés et s'étendent sur la partie nord, de telle sorte qu'on pense isoler la population. Les troupes de défense se sont retirées vers Bilbao et tentent de former une ligne de feu dans le quartier de Berne, aux alentours d'Iurreta. Ils restent à Durango quelques miliciens embusqués dans les bâtiments qui font face aux traditionalistes du Tercio de Montejurra (Tiers de Montejurra) qui prennent la ville le 28 avril.
Le 29 juillet on constitue la nouvelle mairie en nommant Adolfo Uribasterra comme maire et qui remplace Ramón Oralde qui avait exercé ces fonctions depuis l'entrée des insurgés contre la légitimité républicaine dans la population.